# Austrian International 1997
Die Austrian International 1997 fanden vom 24. bis zum 27. April 1997 in St. Pölten statt. Auf der IBF-Turnierskala erreichte es die Wertung A. Es war die 27. Austragung dieser offenen internationalen Meisterschaften von Österreich im Badminton.

## Sieger und Platzierte
| Disziplin    | Gold                       | Silber                             | Bronze                                |
| ------------ | -------------------------- | ---------------------------------- | ------------------------------------- |
| Herreneinzel | Chris Bruil                | Nick Hall                          | Jürgen Koch                           |
| Herreneinzel | Chris Bruil                | Nick Hall                          | Dicky Palyama                         |
| Dameneinzel  | Judith Meulendijks         | Brenda Beenhakker                  | Elena Sukhareva                       |
| Dameneinzel  | Judith Meulendijks         | Brenda Beenhakker                  | Julia Mann                            |
| Herrendoppel | Anthony Clark Ian Pearson  | Dennis Lens Quinten van Dalm       | Hugo Rodrigues Fernando Silva         |
| Herrendoppel | Anthony Clark Ian Pearson  | Dennis Lens Quinten van Dalm       | Harald Koch Jürgen Koch               |
| Damendoppel  | Karen Neumann Nicol Pitro  | Gail Emms Joanne Wright            | Katrin Schmidt Kerstin Ubben          |
| Damendoppel  | Karen Neumann Nicol Pitro  | Gail Emms Joanne Wright            | Brenda Conijn Nicole van Hooren       |
| Mixed        | Michael Keck Karen Neumann | Quinten van Dalm Nicole van Hooren | Stephan Kuhl Nicol Pitro              |
| Mixed        | Michael Keck Karen Neumann | Quinten van Dalm Nicole van Hooren | Lotte Jonathans Norbert van Barneveld |

## Finalergebnisse
| Disziplin    | Sieger                       | Finalist                           | Ergebnis           |
| ------------ | ---------------------------- | ---------------------------------- | ------------------ |
| Herreneinzel | Chris Bruil                  | Nick Hall                          | 15:9, 15:9         |
| Dameneinzel  | Judith Meulendijks           | Brenda Beenhakker                  | 11:1, 8:11, 12:9   |
| Herrendoppel | Anthony Clark Ian Pearson    | Dennis Lens Quinten van Dalm       | 16:17, 15:11, 15:7 |
| Damendoppel  | Karen Stechmann Nicol Pitro  | Gail Emms Joanne Wright            | 15:3, 10:15, 15:8  |
| Mixed        | Michael Keck Karen Stechmann | Quinten van Dalm Nicole van Hooren | 15:8, 15:4         |